# Сімерки

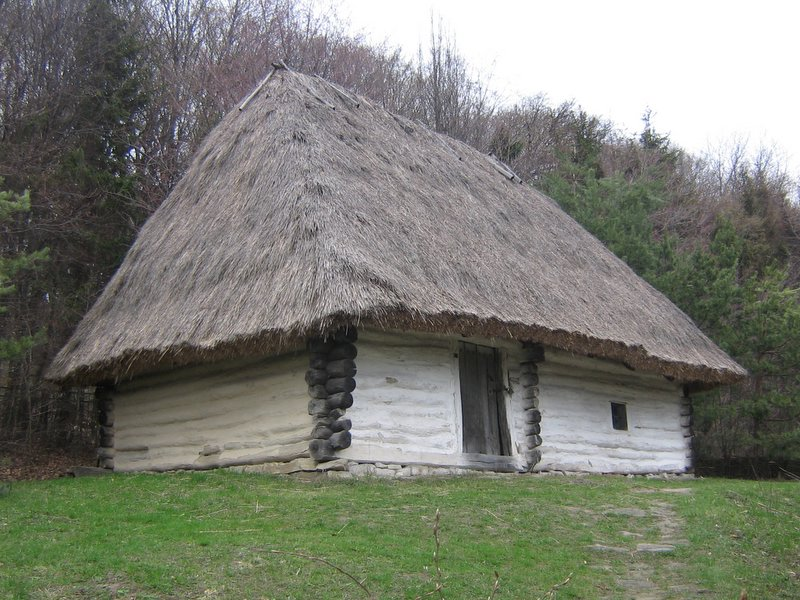

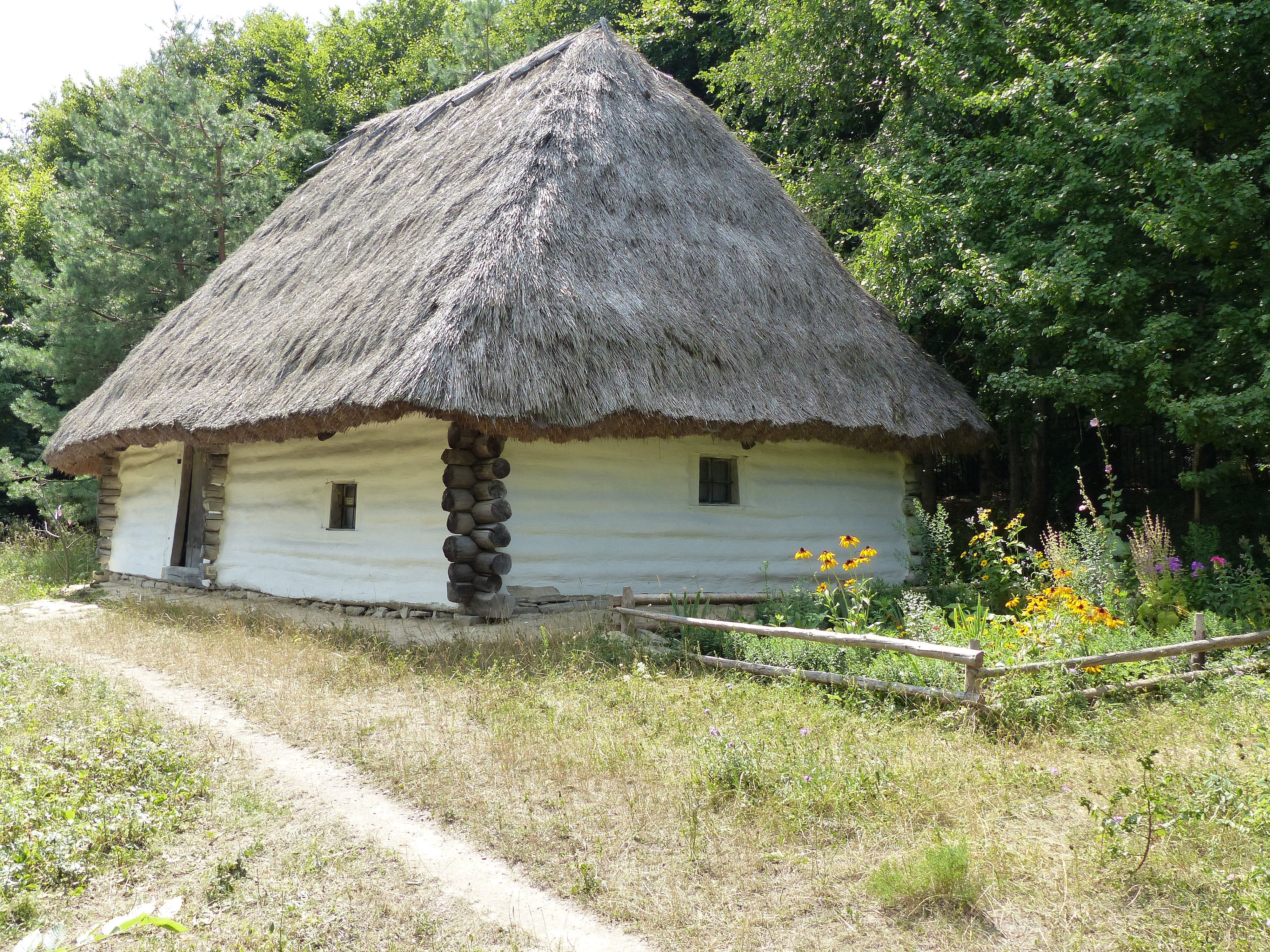

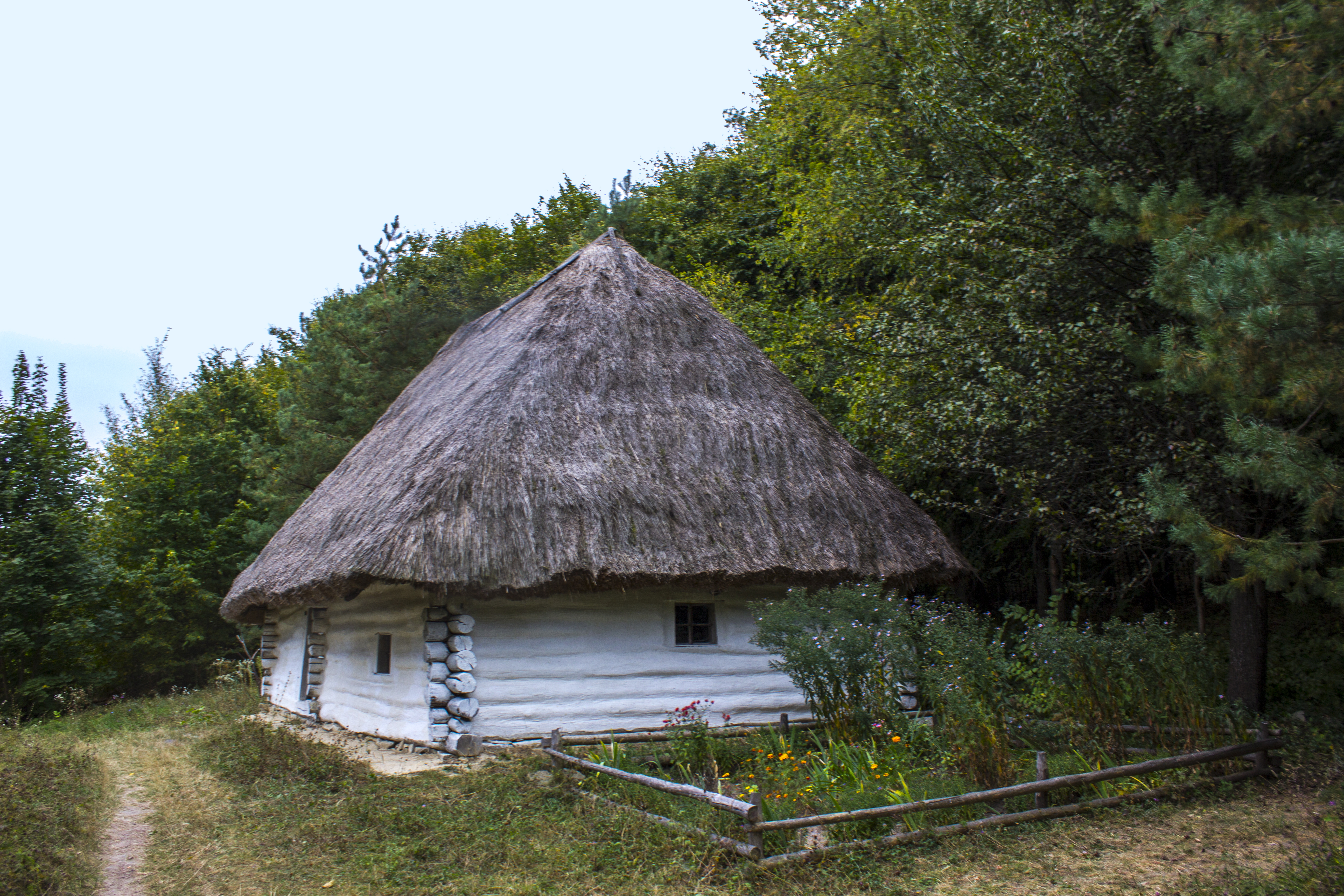

Сімерки́ — село в Україні, в Ужгородському районі Закарпатської області.
с. Сімерки — розташоване в 9 км від районного центру і залізничної ст. Перечин. Автодорога до села проходить через автодорогу Перечин-Поляна. А в с. Сімер повертає через р.Тур'я (наліво), і хвилястою дорогою звивається поміж невеликими горами заросшим лісом до села. Населення 1064 чоловік.

## Історія
Сімерки вперше згадуються в документах 1552 р. У 1567 р. тут оподатковано 4 господарства, 1589 р.- 8 господарств. Потім до села перейшло ще 25 родин, і на 1599 р. тут було 30-34 кріпацьки двори. 1715 р. фігурує як Уй Семере (новий сімер) , а в лексиконі населених пунктів Угорщини 1773р. вже як Сімерки.1751р. відома церква св.. Миколи.1820р. споруджено вознесенську церкву, поруч каркасну дзвіницю. В березні - квітні 1919 р. в селі існувала Радянська влада. У 1924 р. створена організація КПЧ. У 1931 р. селяни вигнали з села екзекутора, а всі записи про податкову заборгованість знищили. У лютому 1932 р. біднота брала участь в голодному поході в Перечин. Після звільнення села від нацистських загарбників (25 жовтня 1944 р.) 32 жителя вступили до лав Червоної Армії і 1-го Чехословацького армійського корпусу Л. Свободи. За хоробрість, виявлену в боях з гітлерівцями, 21 з них удостоєний урядових нагород, 7 людей загинули на фронтах Німецько-радянської війни. Їхні імена викарбувані на обеліску Слави, встановленому в центрі села.
12 грудня 1948 р. організовано колгосп ім. В. Молотова (пізніше – імені І. Франка). Правління розмістилося у колишній попівській фарі. Поступово сформувалися чотири бригади – у Перечині, Сімері, Ворочові, Сімерках. 1950 р. до колгоспу залучено всіх селян Перечина – 412 дворів. Тоді ж почалося поступове переселення безземельних селян з Верховини у долину. Переселенці розбудували у 50-60-х роках нову вулицю, що отримала назву Колгоспна.
Селищній раді Перечина підпорядковане село Сімер, що на відстані 7—9 кілометрів від районного центру. Печать села 1857 року, вельми оригінальна, також мала ввійти у гербівник населених пунктів Угорщини 1880 року. На ній зображений віл, що несе геральдичний щит червоного кольору. Над щитом три ножі (чи ложки), ще вище лавровий вінок. Вказано також колір ґрунту - він зелений. Навколо напис угорською мовою: Oszimira pecs (ete) печать Старого Сіміра. 1857. Перша згадка про село відноситься до 1551 року. У латинському тексті говориться про «поселення Земерс в Унгі». У тексті 1739 року називається Осемере (Старий Сімер), на відміну від Уй Семере (Нового Сімера), який у лексиконі населених пунктів Угорщини 1773 року фігурує також у формі Сімерки. За даними 1827 року, в Сімерах 55 будинків і 437 жителів (за винятком 16 євреїв, усі греко-католики). У географічному словнику Угорщини 1829 року кількість жителів визначається 420 чоловіками.
Церква Вознесіння Господнього. 1820.
храм Вознесіння Господнього. 1820.
У 1751 р. в селі стояла добра дерев’яна церква св. Миколи з двома дзвонами, забезпечена місцевими образами, крім апостолів, намальованих на полотні.
Теперішня церква – типова мурована базилічна споруда. Храм оновлено у 1928 р. (тоді шинґлове покриття дахів замінили бляхою) за о. Андрія Сабова та кураторів Василя Грицака й Андрія Свадеби на кошти вірників у Америці та зусиллями всіх селян, а 16 вересня оновлену церкву посвятив єпископ Петро Ґебей. Про це детально написано на зворотному боці іконостасу. Є там запис і про ремонт 1971 р. за куратора Івана Щобака.
У 1977 р. залили бетоном підлогу. Біля церкви – проста каркасна дерев’яна дзвіниця на бетонному цоколі, вкрита етернітовим шатром. У дзвіниці – два дзвони. Великий був вилитий Ф. Егрі в 1924 p., а малий походить з 1794 р.
У Сімерках народився єпископ Костянтин Сабов (1926 – 1982) – подвижник греко-католицької церкви в часи підпілля.
24 жовтня 1999 р. в селі освячено хреста та камінь під спорудження греко-католицької церкви.
У 1999 році було закладено перший камінь під будівництво греко-католицького храму. А вже у 2004 році був освячений новий греко-католицький храм. На честь відкриття Божого храму відомий Закарпатський поет Юрій Шип (колишній вчитель Сімерківської школи) написав поезію «Святиня Сімерок». В 2014 році в храмі було відзначено її перше десятиліття діяльності.
Печатка.
В с.Сімерках була розміщена бригада колгоспу ім. Івана Франка, за якою було закріплено 224 га сільськогосподарських угідь, в тому числі 61 га орної землі та 32 га саду. Основним напрямом господарства було відгодівля великої рогатої худоби, а також вирощування картоплі та зернових культур. За успіхи в колгоспному виробництві 5 передовиків нагороджені орденами і медалями СРСР.
Про Хатинку.
м. Пирогів. Хата із с. Сімерки (поч. ХХ ст.) — це характерний зразок народного житла лемків, поширений в басейнах річок річка Тур'я, та річка Уж.
Останній власник Іван Рогулич розповів, що хата  частково складена із давнішньої хати, яка належала його дідові, але основний зруб склав його батько. Вік хати вирізьблений на зрубі всередині хати 1909 , крім цього при демонтажі хати у одному з вуглів знайдено монету, що чеканилась 1901 році. Хата виявлена у 1978 р. музейною експедицією, яку очолював Смолінський С.П. і встановлена у Музеї 1982 р. На родимому  місці на обійсті було 2 хати - хлів і стодола («пиливня») під одним дахом, та мурована пивниця покрита соломою. З боку стодоли була прибудована «дривітня» (дривутня), за хатою посаджений садок: яблуні (білий налив, шуварка, пармінки), 2 сливи (пруньки, венгерка), черешня, «яперка» — шовковиця, кущі порічок, «ваприн» (аґрус). З протилежного боку хати висаджено городчик зільник, де росли  барвінок, чебрик, м'ята, чорнобривці, солом'янки- безсмертник, півонії, мороз, тарільчики. Зільник був обгороджений «в слупки». Під хатою з боку сіней в землю був забитий камінь від жорен (тріснутий), полоске каміння і прикопаний «вішак» — суха яблуня, на якій сушили  горшки, а на каменях - відра.
Від хати до хліва, зільника, кирниці, були викладені стежки з каміння- «ріняка». Коло зільника забиті в землю 2 лавиці з ковбицею та каменями. За лавицею був висаджений кущ рожі червоної  на сок і леквар (варення)   та  кущ калини. Від сусіднього обістя хата І.Рогулича  була відгороджена плотом з ліски, плетеним  «в коцку». Для переходу з двору до сусідів в огорожі був зроблений перелаз, за хатою висаджений город, на  якому садили: «крумплі» — картоплю, «пасулі»-фасолю, буряк, моркву, капусту, цибулю, часник, петрушку, кендерицю" (кукурудзу).
Інтер'єр хати і «хорім» — традиційний для південної Лемківщини. В сінях зберігаються жорна, сусіки, бочки, ткацький верстат та  різне знаряддя.
У хаті було 2 постілі, «ціфрований» — різблений  стіл   "лава, шафарня, полиці — «талаш». Покрасою хати були мальовані порцелянові  тарілки — «танжери», в  два  «шори»- ряди, квітки та ангели з кукурудзяного шумелиння, образи та глиняні тарілки. На одвірках дверей, на лутках   вікон прибиті дерев'яні  водохрещанські  хрести, які несли естетичну і оберегову функцію. Відтворений екстер'єр та інтер'єр із. с. Сімерки відповідає зібраним польовим матеріалам на садибі І. Рогулича. Тут представлені експонати із Перечинського району з  сел Тур'я Бистра, Тур'я Поляна, Туриця, Турички, Лікицарі, Зарічеве, Липовець.

## Населення
Згідно з переписом УРСР 1989 року чисельність наявного населення села становила 1031 особа, з яких 494 чоловіки та 537 жінок.
За переписом населення України 2001 року в селі мешкало 956 осіб.

### Мова
Розподіл населення за рідною мовою за даними перепису 2001 року:
| Мова       | Відсоток |
| ---------- | -------- |
| українська | 99,79 %  |
| російська  | 0,21 %   |

## Видатні люди села

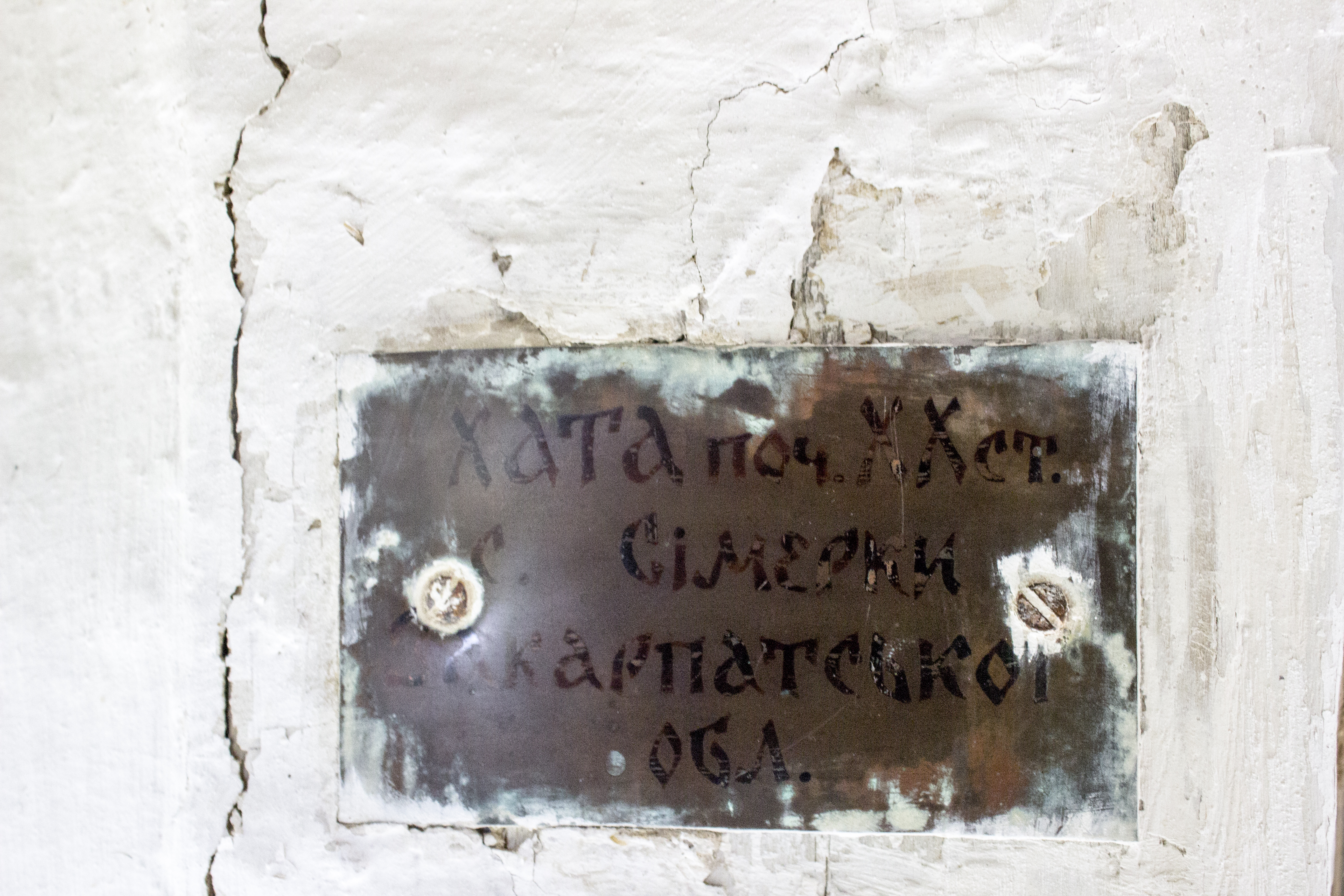

Тороній Іван Юрійович - (1937- 2021, с. Сімерки  Перечинського району Закарпатської області. - (1966 – 1969)p. директор новоствореного Ужгородського Технічного училища № 11 (нині Ужгородський професійний машинобудівний ліцей). - (1969 – 1977)p. директор Ужгородського професійно-технічного училища № 6 (колишнє Ужгородське художньо-ремісниче училище № 3). - (2000 – 2004)p. методист Навчально-методичного центру професійно-технічної освіти у Закарпатській області. Організатор виробничого навчання учнів для підприємств деревообробної галузі, вніс вагомий внесок у зміцнення навчально-матеріальної бази професійно-технічних училищ. Автор багатьох методичних  рекомендацій для викладачів і майстрів виробничого навчання з організації навчально-виробничого процесу та виробничої практики учнів  професійно-технічних навчальних закладів області. Дослідник і автор нарису « Розвиток професійно-технічної освіти на території Закарпатської області у ХХ столітті».    
- Товт Марія Іванівна — депутат Верховної Ради УРСР 11-го скликання.

## Туристичні місця
- храм Вознесіння Господнього. 1820.
- Джерело мінеральної води «Сімерківська»
- Сімерківська лагуна